# DAF 600
DAF 600 — первый легковой автомобиль производства DAF. Автомобиль был представлен на Амстердамском автосалоне в феврале 1958, и 23 марта 1959 года с конвейера сошел первый автомобиль.
DAF 600 стал первым автомобилем с бесступенчатой трансмиссией — DAF Variomatic .
К окончанию производства был выпущен 30 591 автомобиль.